# La vida precoz y breve de Sabina Rivas
La vida precoz y breve de Sabina Rivas és una pel·lícula mexicana drama del 2012 dirigida per Luis Mandoki i protagonitzada pels joves veneçolans Greisy Mena i Fernando Moreno. La pel·lícula es va estrenar en la secció oficial de la 57a Setmana Internacional de Cinema de Valladolid. Els seus directors de producció van ser Abraham Zabludovsky i Perla Ciuk. Es tracta d'una adaptació de la novel·la "La Mara", de Rafael Ramírez Heredia. Va rebre onze nominacions als LV edició dels Premis Ariel, inclòs el de millor director per Mandoki.

## Sinopsi
Sabina i Jovany, joves adolescents hondurenys, es tornen a veure a la frontera entre Mèxic i Guatemala, després d’estar separats alguns anys. Ella vol arribar als Estats Units i ser una gran cantant; ell s'ha convertit en membre de la Mara Salvatrucha, una banda violenta.
A la frontera, han de fer front a l'explotació i l’assetjament en una societat dominada per madames i proxenetes, funcionaris consulars, autoritats d’immigració, l'exèrcit i la Mara Salvatrucha. Els que governen organitzen el tràfic de drogues; els de nivells inferiors també es beneficien del proxenetisme o explotar els migrants il·legals.
Sabina travessa un moment difícil i una complicada relació amb Jovany per intentar travessar la frontera dels Estats Units i convertir-se en cantant. Fa una carrera professional en un local de strip-tease despullant-se i cantant davant la multitud. Sovint també se li paga per entretenir a les festes. Els oficials corruptes de control de fronteres que treballen entre Guatemala i Mèxic fan festes a la frontera que Sabina és l'encarregada d’entretenir. Utilitza aquestes oportunitats per intentar travessar la frontera, però sempre se li nega. També és maltractada pel control fronterer i fins i tot és violada per un dels oficials. Aquest oficial la viola violentament i l'estrangula amb el cinturó. Hi ha moltes dificultats que Sabina ha de superar en els seus intents de travessar la frontera i, finalment, entrar als Estats Units per continuar la seva carrera de cantant.

## Repartiment
- Greisy Mena (Sabina Rivas)
- Joaquín Cosio (Burrona)
- Fernando Moreno (Jovany)
- Angelina Peláez (Doña Lita)
- Mario Zaragoza (Sarabia)
- Beto Benites (Añorve)
- Nick Chinlund (Patrick)
- Mieguel Flores (Don Nico)
- Argél Galindo (Poisson)
- Tenoch Huerta (Juan)
- Dagoberto Gama (General Valderrama)
- Luis Yee (Pedro)
- Tito Vasconcelos (Presentador Tijuanita)
- José Sefami (Diplomito Cossío)
- Asur Zagada (Thalía)
- José Corona (Lagrimitas)
- Tony Dalton (John)
- José Enot (Borracho Tijuanito)
- Giovanna Magaldi Vega (tijuanita)

## Premis i nominacions
| Premi                                        | Data | Categoria                          | Receptors i nominats               | Result    | Ref(s) |
| -------------------------------------------- | ---- | ---------------------------------- | ---------------------------------- | --------- | ------ |
| Premi Ariel                                  | 2013 | Millor director                    | Luis Mandoki                       | Nominat   | [ 3 ]  |
| Premi Ariel                                  | 2013 | Millor actriu                      | Greisy Mena                        | Nominat   | [ 3 ]  |
| Premi Ariel                                  | 2013 | Millor actriu de repartiment       | Angelina Peláez                    | Guanyador | [ 3 ]  |
| Premi Ariel                                  | 2013 | Millor guió adaptat                | Diana Cardozo                      | Nominat   | [ 3 ]  |
| Premi Ariel                                  | 2013 | Millor fotografia                  | Damián García                      | Nominat   | [ 3 ]  |
| Premi Ariel                                  | 2013 | Millor so                          | Martin Hernández i Fernando Cámara | Nominat   | [ 3 ]  |
| Premi Ariel                                  | 2013 | Millor partitura original          | Alejandro Castaños                 | Nominat   | [ 3 ]  |
| Premi Ariel                                  | 2013 | Millor direcció artística          | Antonio Muñohierro                 | Guanyador | [ 3 ]  |
| Premi Ariel                                  | 2013 | Millor disseny de vestuari         | Adela Cortázar                     | Nominat   | [ 3 ]  |
| Premi Ariel                                  | 2013 | Millor maquillatge                 | Alfredo García i Carla Tinoco      | Nominat   | [ 3 ]  |
| Premi Ariel                                  | 2013 | Millors efectes especials          | Adrián Durán                       | Guanyador | [ 3 ]  |
| Diosas de Plata                              | 2013 | Millor director                    | Luis Mandoki                       | Guanyador | [ 4 ]  |
| Diosas de Plata                              | 2013 | Millor pel·lícula                  | -                                  | Guanyador | [ 4 ]  |
| Diosas de Plata                              | 2013 | Millor actor                       | Joaquín Cosío                      | Guanyador | [ 4 ]  |
| Diosas de Plata                              | 2013 | Millor coactuació famenina         | Angelina Peláez                    | Guanyador | [ 4 ]  |
| Diosas de Plata                              | 2013 | Millor actor de quadre             | Mario Zaragoza Dagoberto Dama      | Nominat   | [ 4 ]  |
| Diosas de Plata                              | 2013 | Millor guió adaptat                | Diana Cardozo                      | Nominat   | [ 4 ]  |
| Diosas de Plata                              | 2013 | Millor fotografia                  | Damián García                      | Nominat   | [ 4 ]  |
| Diosas de Plata                              | 2013 | Millor edició                      | Mariana Rodríguez                  | Nominat   | [ 4 ]  |
| Diosas de Plata                              | 2013 | Millor banda sonora                | Alejandro Castaños                 | Nominat   | [ 4 ]  |
| Mostra de Cinema Llatinoamericà de Catalunya | 2013 | Premi del Públic                   | Luis Mandoki                       | Guanyador | [ 5 ]  |
| Seminci                                      | 2012 | Espiga de Plata a la millor actriu | Greisy Mena                        | Guanyador | [ 6 ]  |